# Texas 25
Texas 25 – album zespołu Texas, wydany 16 lutego 2015 roku. Jest trzecią kompilacją, tym razem z okazji 25-lecia zespołu i zawiera osiem nowych wersji znanych hitów oraz cztery nowe. Wydano także dwupłytową edycję albumu, przy czym dysk 1 zawiera tę samą listę utworów co standardowa wersja albumu, a dysk 2 zawiera 15 największych hitów zespołu. Znalazł się na 5 miejscu oficjalnej listy UK Albums Chart w Wielkiej Brytanii gdzie spędził sześć tygodni. W 2016 została przyznana złota płyta przez Independent Music Companies Association za sprzedaż co najmniej 75 000 egzemplarzy w całej Europie. 20 października 2020 uzyskał status srebrnej przyznany przez British Phonographic Industry za sprzedaż ponad 60 000 egzemplarzy.

## Lista Utworów
| The Truth & Soul Sessions | The Truth & Soul Sessions                 | The Truth & Soul Sessions                      | The Truth & Soul Sessions |
| Nr                        | Tytuł utworu                              | Autorzy                                        | Długość                   |
| ------------------------- | ----------------------------------------- | ---------------------------------------------- | ------------------------- |
| 1.                        | „Start a Family”                          | Spiteri / McElhone / Jack McElhone / Overton   | 3:32                      |
| 2.                        | „Black Eyed Boy (Truth & Soul Mix)”       | Spiteri / McElhone / Campbell / Hynd / Hodgens | 3:20                      |
| 3.                        | „Say What You Want (Truth & Soul Mix)”    | Spiteri / McElhone                             | 4:27                      |
| 4.                        | „Supafly Boy”                             | Spiteri / McElhone / Jack McElhone             | 3:11                      |
| 5.                        | „Halo (Truth & Soul Mix)”                 | Spiteri / McElhone                             | 3:49                      |
| 6.                        | „Inner Smile (Truth & Soul Mix)”          | Spiteri / McElhone / Alexander / Nowles        | 3:47                      |
| 7.                        | „The Conversation (Truth & Soul Mix)”     | Spiteri / McElhone / Ghost / Overton           | 3:08                      |
| 8.                        | „Say Goodbye”                             | Spiteri / McElhone / Overton                   | 3:56                      |
| 9.                        | „When We Are Together (Truth & Soul Mix)” | Spiteri / McElhone                             | 3:22                      |
| 10.                       | „Are You Ready”                           | Spiteri / McElhone                             | 3:21                      |
| 11.                       | „I Don’t Want A Lover (Truth & Soul Mix)” | Spiteri / McElhone                             | 4:19                      |
| 12.                       | „Summer Son (Truth & Soul Mix)”           | Spiteri / McElhone / Campbell / Hodgens        | 3:55                      |

## Lista utworów (inne wersje)

### Deluxe
| CD 1 The Truth & Soul Sessions | CD 1 The Truth & Soul Sessions            | CD 1 The Truth & Soul Sessions                 | CD 1 The Truth & Soul Sessions |
| Nr                             | Tytuł utworu                              | Autorzy                                        | Długość                        |
| ------------------------------ | ----------------------------------------- | ---------------------------------------------- | ------------------------------ |
| 1.                             | „Start a Family”                          | Spiteri / McElhone / Jack McElhone / Overton   | 3:32                           |
| 2.                             | „Black Eyed Boy (Truth & Soul Mix)”       | Spiteri / McElhone / Campbell / Hynd / Hodgens | 3:20                           |
| 3.                             | „Say What You Want (Truth & Soul Mix)”    | Spiteri / McElhone                             | 4:27                           |
| 4.                             | „Supafly Boy”                             | Spiteri / McElhone / Jack McElhone             | 3:11                           |
| 5.                             | „Halo (Truth & Soul Mix)”                 | Spiteri / McElhone                             | 3:49                           |
| 6.                             | „Inner Smile (Truth & Soul Mix)”          | Spiteri / McElhone / Alexander / Nowles        | 3:47                           |
| 7.                             | „The Conversation (Truth & Soul Mix)”     | Spiteri / McElhone / Ghost / Overton           | 3:08                           |
| 8.                             | „Say Goodbye”                             | Spiteri / McElhone / Overton                   | 3:56                           |
| 9.                             | „When We Are Together (Truth & Soul Mix)” | Spiteri / McElhone                             | 3:22                           |
| 10.                            | „Are You Ready”                           | Spiteri / McElhone                             | 3:21                           |
| 11.                            | „I Don’t Want A Lover (Truth & Soul Mix)” | Spiteri / McElhone                             | 4:19                           |
| 12.                            | „Summer Son (Truth & Soul Mix)”           | Spiteri / McElhone / Campbell / Hodgens        | 3:55                           |

| CD 2 | CD 2                                                             | CD 2                                           | CD 2    |
| Nr   | Tytuł utworu                                                     | Autorzy                                        | Długość |
| ---- | ---------------------------------------------------------------- | ---------------------------------------------- | ------- |
| 1.   | „I Don’t Want A Lover”                                           | Spiteri / McElhone                             | 5:04    |
| 2.   | „Everyday Now”                                                   | Spiteri / McElhone                             | 4:20    |
| 3.   | „Say What You Want”                                              | Spiteri / McElhone                             | 3:51    |
| 4.   | „Halo”                                                           | Spiteri / McElhone                             | 4:09    |
| 5.   | „Black Eyed Boy”                                                 | Spiteri / McElhone / Campbell / Hynd / Hodgens | 3:18    |
| 6.   | „Put Your Arms Around Me”                                        | Spiteri / McElhone / Stewart / Hodgens         | 4:34    |
| 7.   | „Summer Son”                                                     | Spiteri / McElhone / Campbell / Hodgens        | 4:03    |
| 8.   | „When We Are Together”                                           | Spiteri / McElhone                             | 3:24    |
| 9.   | „In Our Lifetime”                                                | Spiteri / McElhone                             | 4:05    |
| 10.  | „In Demand”                                                      | Spiteri / McElhone / Austin                    | 4:25    |
| 11.  | „Inner Smile”                                                    | Spiteri / McElhone / Alexander / Nowels        | 3:51    |
| 12.  | „Sleep”                                                          | Spiteri / McElhone                             | 4:09    |
| 13.  | „Say What You Want (All Day Every Day) (feat. Method Man & RZA)” | Spiteri / McElhone / Smith / Diggs             | 4:40    |
| 14.  | „The Conversation”                                               | Spiteri / McElhone / Overton / Ghost / Dench   | 2:46    |
| 15.  | „Detroit City”                                                   | Spiteri / McElhone / Overton / Hodgens         | 3:45    |

## Miejsca na listach przebojów
| Lista                            | Pozycja |
| -------------------------------- | ------- |
| UK (Official Charts Company)     | 5       |
| Francja (SNEP)                   | 7       |
| Holandia (Album Top 100)         | 72      |
| Szwajcaria (Schweizer Hitparade) | 32      |
| Belgia (Ultratop 50 Albums)      | 15      |
| Hiszpania (Promusicae)           | 47      |

## Teledyski
| Tytuł          | Reżyser      |
| -------------- | ------------ |
| Start a Family | Julian Broad |

## Twórcy
Źródło

### Skład podstawowy
- Sharleen Spiteri – śpiew, gitara, chórki
- Johnny McElhone – bass
- Ally McErlaine – gitara
- Eddie Campbell – instrumenty klawiszowe
- Tony McGovern – gitara

### Gościnnie
- Alecia Chakour – chórki
- Lanesha Randolph – chórki
- Mike Buckley – saksofon
- Leon Michels – saksofon, instrumenty klawiszowe, gitara
- Ray Mason – puzon
- Dave Guy – trąbka
- Nick Movshon – bass, bębny
- Homer Steinweiss – bębny
- Ross McFarlane – bębny
- Little Barrie Cadogan – gitara
- Luke O’Malley – gitara
- Thomas Brenneck – gitara
- Michael Bannister – instrumenty klawiszowe
- Vincent John – instrumenty klawiszowe, gitara

### Personel
- Realizacja nagrań – Jon Davis, Jeff Silverman (utwór 1)
- Realizacja nagrań (asystent) – Joe Harrison (utwór 1)
- Manager muzyczny – GR Management
- Miks – Collin Dupuis (utwór 2, 3, 5 – 12), Johnny McElhone, Michael Bannister (utwór 1), Tom Elmhirst (utwór 4)
- Miks (asystent) – Joe Visciano (utwór 4)
- Producent – Johnny McElhone, Jeff Silverman, Leon Michels (utwór 2 – 12)
- Zdjęcia – Julian Broad
- Okładka – Aboud Creative